# جیمی آلن (بازیکن فوتبال، زاده می ۱۹۹۵)
جیمی آلن (انگلیسی: Jamie Allen؛ زادهٔ ۲۵ مهٔ ۱۹۹۵) بازیکن فوتبال اهل بریتانیا است.
از باشگاه‌هایی که در آن بازی کرده‌است می‌توان به باشگاه فوتبال فلیتوود، باشگاه فوتبال فایلد، باشگاه فوتبال ساوتپورت، و باشگاه فوتبال بارو اشاره کرد.
وی همچنین در تیم ملی فوتبال مونتسرات بازی کرده‌است.